# Екологічна валідність
У дослідженнях екологічна валідність (англ. ecological validity) — обґрунтованість дослідження, яка означає, що методи, матеріали та постановка дослідження повинні наближатись до реального світу, який досліджується. На відміну від внутрішньої та зовнішньої валідності, екологічна обґрунтованість не є необхідною для загальної валідності дослідження.
Хоча загальновизнаного визначення екологічної обґрунтованості не існує, термін часто стосується взаємозв'язку явищ у реальному світі та їх прояву в експериментальних умовах. Більш глибокого розуміння концепції можна досягти, проаналізувавши її три виміри: тестове середовище, стимулюючи впливи, що досліджуються, та поведінкову реакцію учасників дослідження.
Оцінка екологічної обґрунтованості вимагає порівняння стимулів, які використовуються під час тестування, з тими, що зустрічаються у повсякденному житті. Корисність екологічної обґрунтованості, як поняття, багато дискутується, при цьому деякі питання ставлять під сумнів важливість психологічного реалізму (тобто скільки процесів, що з'являються в експерименті, відображають ті, що стосуються повсякденного життя). Дослідження, результати яких демонструють високу екологічну обґрунтованість, часто трапляються в більш природних умовах — тобто в оточеннях з особливостями, більш звичними для учасників, або налаштуваннями, що маскують частину або все уявлення учасників про те, що відбувається експеримент.
Ще одним важливим аспектом екологічної обґрунтованості є забезпечення того, що викликані поведінкові реакції представляють природну поведінку і належним чином пов'язані з вимірюваною конструкцією. Наприклад, в симуляторі оцінки водіння, дослідження, в якому учасник їхав за кермом, матиме більшу екологічну обґрунтованість, ніж те, в якому учасник їхав, рухаючи курсор комп'ютера мишкою. Чим більше відповідь наближається до критерію, тим більша екологічна обґрунтованість.
Встановлення екологічної обґрунтованості. Існують два основні способи встановлення екологічної обґрунтованості — це імовірність та достовірність. Імовірність — це ступінь співвідношення балів тесту з показниками функціонування в реальному світі, а достовірність — це ступінь, в якій завдання, виконані під час тестування, нагадують ті, що виконуються у повсякденному житті.
Розвиток віртуальних середовищ може бути одним із рішень, що дозволяє досліднику подолати розрив між подіями, що відбуваються в дослідженні, та тими, що відбуваються в реальному світі, зберігаючи контроль над експериментом.